# ألكسندر روزنبرغ
ألكسندر روزنبرغ (بالإنجليزية: Alexander Rosenberg) هو فيلسوف أمريكي، ولد في 8 أغسطس 1946.

## وصلات خارجية
- ألكسندر روزنبرغ على موقع ميوزك برينز (الإنجليزية)